# Capstone
Capstone é um projeto de longo prazo do governo dos Estados Unidos para desenvolver padrões públicos e governamentais de criptografia. Tal projeto foi impulsionado pelo NIST e a NSA, o projeto iniciou-se em 1993. A iniciativa envolveu quatro algoritmos padrão: um algoritmo de criptografia de dados chamado Skipjack e o chip Clipper, que o incluía; um algoritmo de assinatura digital, DSA; uma função de hash, SHA-1; e um protocolo de troca de chaves. A primeira implementação do Capstone foi na placa PCMCIA Fortezza.
A iniciativa encontrou enorme resistência da comunidade de criptografia, e eventualmente, o governo dos EUA parou as tentativas. As principais razões para essa resistência foram preocupações sobre o design do Skipjack, que era classificado, e o uso de custódia de chaves no chip Clipper.